# 遼河油田第一高級中學
辽河油田第一高级中学，简称辽油一高，创建于1981年，是遼寧省盤錦市的一所高中，位于盘锦市兴隆台区双兴中路36号。是該市最好的高级中学之一。

## 学校历史
辽油一高级的前身是于1981年创建的辽河油田高级中学，简称局高中。1993年被确定为辽河油田重点高中，1997年迁至现址，1998年更名为辽河油田第一高级中学，并于2000年晋升为辽宁省首批省级示范高中。辽油一高连续多年高考成绩名列盘锦第一，辽宁省前列。

## 学校简介
辽油一高是辽河油田的一所子弟学校，其生源主要来自于辽河油田基础教育管理中心下属的十二所初中：
- 辽河油田实验中学
- 辽河油田兴隆一中
- 辽河油田兴隆二中
- 辽河油田渤海一中
- 辽河油田渤海二中
- 辽河油田渤海三中
- 辽河油田欢喜岭二中
- 辽河油田曙光一中
- 辽河油田曙光二中
- 辽河油田欢采中学
- 辽河油田锦采中学
- 辽河油田沈采中学

辽油一高占地面积10万平方米，其中建筑面积6万平方米。有两个主教学楼和三座宿舍楼。学校将于最近几年进一步扩招，新教学楼正在施工中。高中共有三个年部，一个培训中心，并于2017年成立国际部。

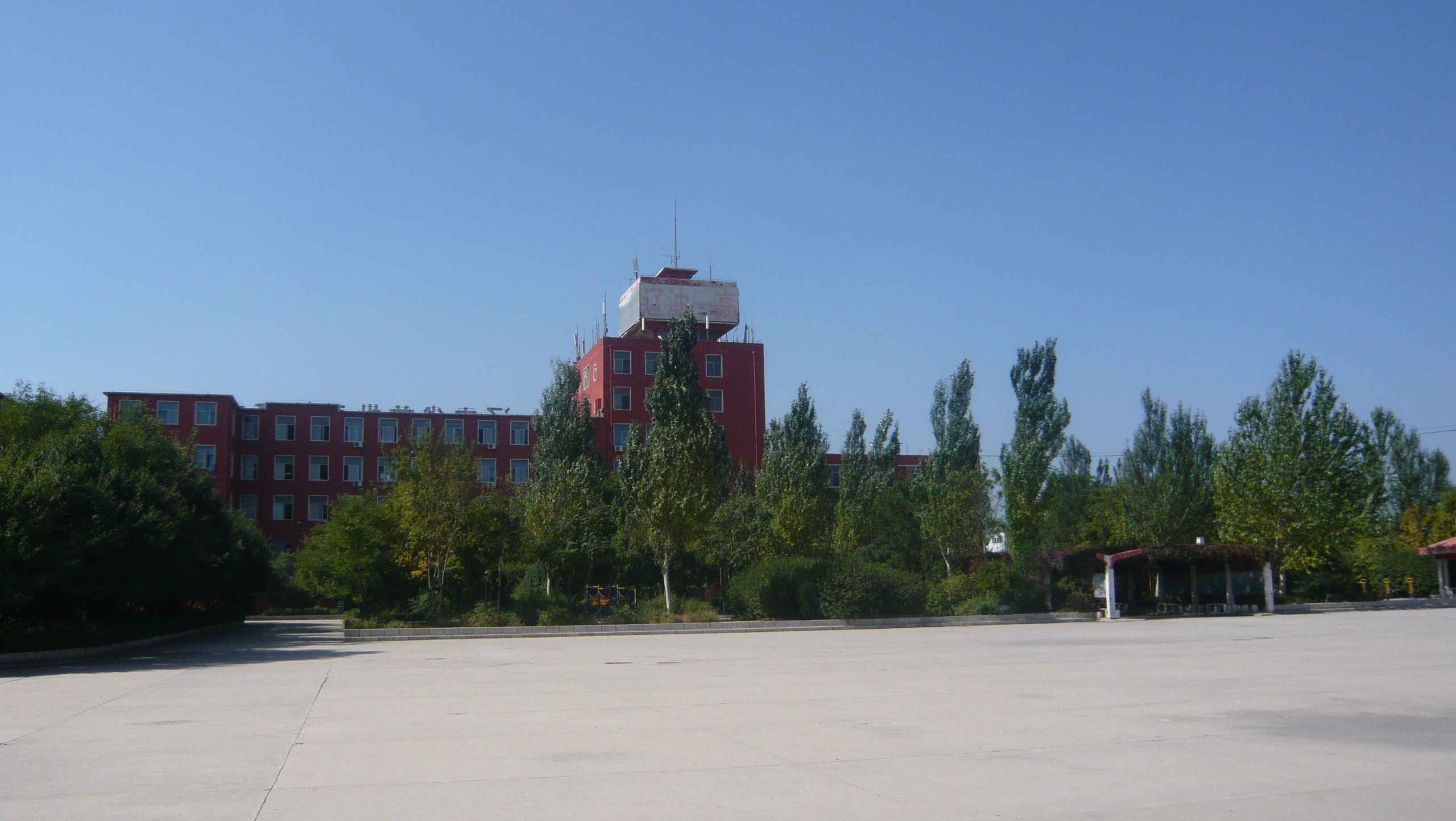
辽油一高西教学楼